# Gare du Nid-d'Aigle
Le gare du Nid-d'Aigle est une gare ferroviaire française située sur le territoire de la commune de Saint-Gervais-les-Bains dans le département de la Haute-Savoie en région Auvergne-Rhône-Alpes, et dans le massif du Mont-Blanc.
Terminus estival du tramway du Mont-Blanc au Nid d'Aigle, elle est mise en service en 1913. Elle est la plus haute gare ferroviaire de France.

## Situation

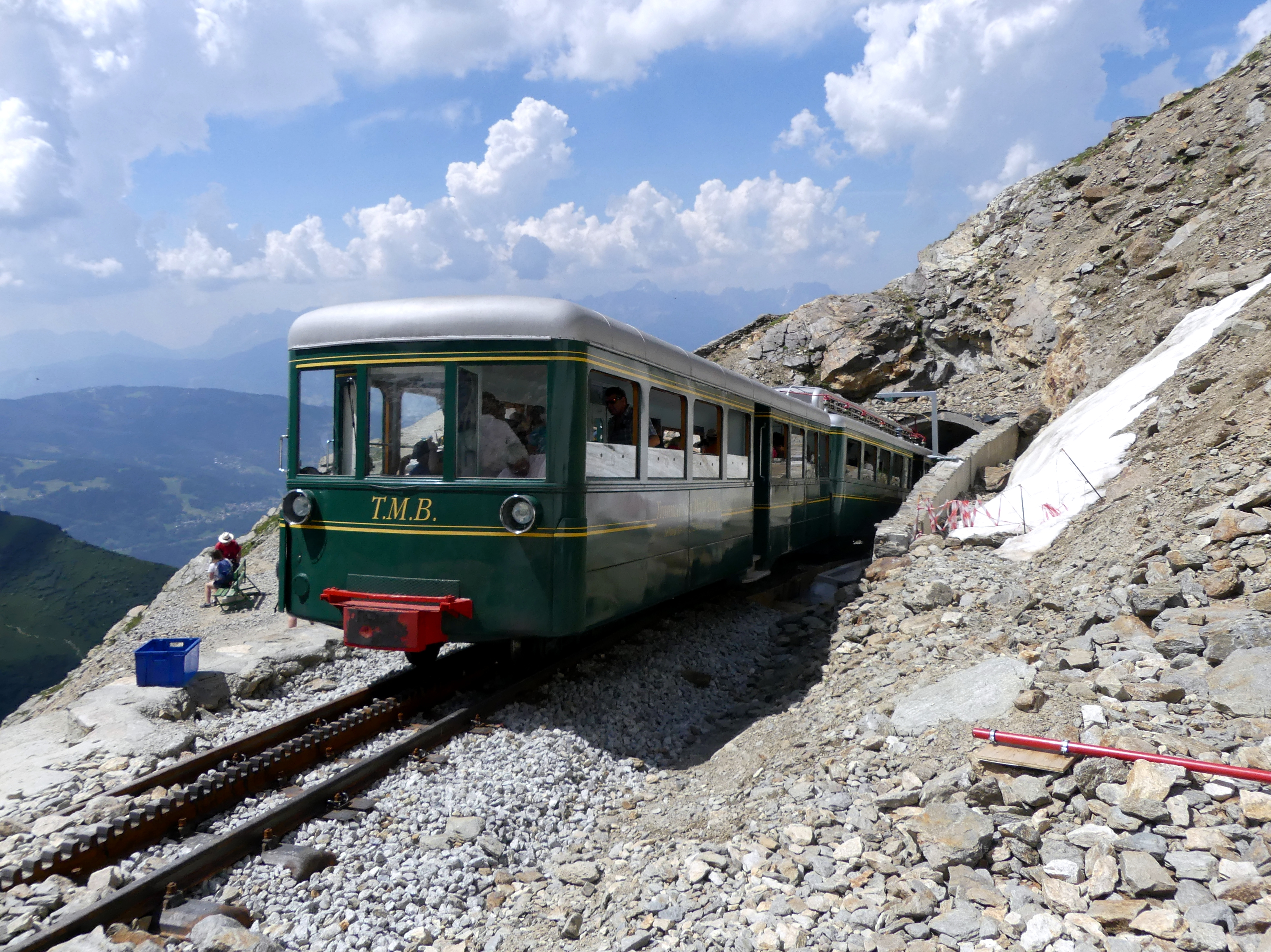
Le tramway du Mont-Blanc au Nid d'Aigle en 2019.

La gare du Nid-d'Aigle, terminus estival du tramway du Mont-Blanc, est située à 2 372 mètres d'altitude, à environ 500 m en retrait du glacier de Bionnassay. Elle accueille les alpinistes et les promeneurs. L'hiver, le tramway s'arrête à la gare de Bellevue, car la gare du Nid-d'Aigle n'est pas accessible en raison des risques d'avalanche.
Un voyage en train entre le Fayet et le Nid d'Aigle dure environ trois quarts d'heure. C'est au Nid d'Aigle que part la « Voie Normale » du mont Blanc, par le refuge de Tête-Rousse puis le refuge du Goûter.

## Histoire
La voie du tramway du Mont-Blanc est ouverte jusqu'au Nid d'Aigle le 1er août 1913. Une plate-forme provisoire et une buvette sont installées. Il est prévu de prolonger la ligne jusqu'à la tête Rousse mais la Première Guerre mondiale met un coup d'arrêt au projet.
À l'arrivée du tramway du Mont-Blanc, le refuge du Nid-d'Aigle est construit en 1933 par Georges Orset, guide de Saint-Gervais-les-Bains, à qui l'on doit également le troisième refuge du Goûter en 1936. 
Le refuge du Nid-d'Aigle est détruit par un incendie accidentel en 2002 puis est reconstruit en 2006 à 2 412 m d'altitude, environ 300 mètres au sud du terminus. Pendant plusieurs années, un projet de prolongation de la voie jusqu'à ce nouvel emplacement est évoqué ; il est notamment défendu par le maire de Saint-Gervais-les-Bains. Ce projet est abandonné en 2010 en  raison de son coût et de son impact environnemental. La Compagnie du Mont-Blanc propose alors de reconstruire la gare à son emplacement actuel afin de la moderniser. Il est finalement décidé de réaliser le nouveau terminus au pied du refuge du Nid-d'Aigle. Les travaux de prolongement et de construction de la gare commencent en 2023, pour une ouverture prévue en 2025.